# Diego de Guzmán y Haro
Diego de Guzmán y Haro (Ocaña, 1566-Ancona, 21 de enero de 1631)  fue un eclesiástico y hombre de estado español. 

## Biografía
Hijo de Pedro de Guzmán y de su esposa María de Benavides, hizo sus estudios en la Universidad de Salamanca, doctorándose en Teología y Derecho. 
Fue canónigo de la catedral de Toledo, abad de Santander, capellán mayor del Monasterio de las Descalzas Reales de Madrid, capellán y limosnero mayor de los reyes Felipe III y Margarita de Austria y preceptor de las infantas Ana y María Ana.
Consejero de Estado desde 1599, Patriarca de las Indias Occidentales desde 1610, consejero del Tribunal de la Suprema Inquisición en 1613, arzobispo de la sede titular de Tiro desde 1616 y comisario del Consejo de Cruzada entre 1619 y 1627. En 1625 fue nombrado arzobispo de Sevilla, en cuya dignidad se destacó en promover la canonización de Fernando III.
En 1629 formaba parte del séquito que acompañaba a la infanta María Ana en su viaje a Alemania para su matrimonio con Fernando III de Habsburgo, cuando a la altura de Italia recibió la noticia de que Urbano VIII le había creado cardenal in pectore en el consistorio de noviembre del mismo año; recibió el capelo en Liorna en julio de 1630. Sin embargo otras fuentes relatan que, tras dejar a la infanta, se dirigió a Roma para recoger el capelo y no llegó a completar su viaje: murió en Ancona víctima del tabardillo; su cuerpo fue trasladado a España y depositado en la iglesia del colegio de la Compañía de Jesús de Ávila, que él mismo había fundado y dotado.
Dejó escrito un libro: Vida y muerte de Dª. Margarita de Austria, publicado en Madrid en 1617.